# Iep-grasluis
De iep-grasluis (Tetraneura ulmi; syn. Tetraneura gallorum) is een galvormende bladluis die behoort tot de familie van de Aphididae en werd voor het eerst wetenschappelijk beschreven door Linnaeus. De luizen worden 2 mm groot en zijn te vinden van mei tot en met september.

## Beschrijving gallen
De omgekeerde peervormige onregelmatige kale holle gallen worden tot 15 mm hoog en ontstaan aan de bovenkant van het blad van meestal oude iepen (Ulmus spp.). Het gebied op het blad rondom de aanhechting van de gal is vaak geel verkleurd, soms vervormd en hard. De gallen zelf zijn in het begin groen, later geel en verdrogen tot een roodbruine kleur.  
Aan de onderkant van het blad zit een harige opening die zich later sluit. Als de luizen volgroeid zijn, scheurt de gal open en verhuizen de luizen naar de wortels van het gras onder de boom, meestal kweek. 
Buiten Nederland kunnen deze gallen verward worden met de hanekamgal veroorzaakt door Colopha compressa, die ook op iepen voorkomt.